# Johan Gabriel Bergenstråhle
Johan Gabriel Bergenstråhle, tidigare Wetterberg, född 21 februari 1703 i Kristbergs församling, Östergötlands län, död 27 december 1766 i Östra Eneby församling, Östergötlands län, var en svensk ämbetsman.

## Biografi
Johan Gabriel Bergenstråhle föddes 1703. Han var son till brukspatronen Gabriel Bergenstråhle och Christina Catharina Anckarfjell. Bergenstråhle blev 4 januari 1719 student vid Lunds universitet och blev 4 maj 1724 auskultant vid Svea hovrätt. Han blev 21 oktober 1729 extraordinarie kanslist vid Justitieexpeditionen, 15 juni 1730 kanslist, 4 november 1741 andre registrator och 20 maj 1742 registrator och 11 december 1744 protonotarie. Bergenstråhle blev 15 april 1746 protokollssekreterare i kungliga rådskammaren och 14 augusti 1747 assessor i Svea hovrätt. Han blev 14 december 1756 hovrättsråd i Svea hovrätt med avsked 29 juni 1762. Bergenstråhle avled 1766 på Ringstad i Östra Eneby socken.

### Familj
Bergenstråhle gifte sig första gången 28 augusti 1732 i Stockholm med Margareta Frieses (död 1733), dotter till kommissarien Jakob Friese. De fick tillsammans sonen landssekreteraren Johan Jakob Bergenstråhle (1733–1770) i Malmöhus län.
Han gifte sig andra gången 13 oktober 1737 i Stockholm med Sara Beata Svab (1721–1791), dotter till bergsrådet Anders Svab och Elisabet Brinck. De fick tillsammans barnen Christina Elisabet Bergenstråhle (1739–1821), Beata Charlotta Bergenstråhle (1742–1762), Ulrika Maria Bergenstråhle (1750–1804) och auditören Anton Gabriel Bergenstråhle (1760–1798).